# Kyjice (tvrz)
Kyjice jsou zaniklá tvrz, která stávala nedaleko bývalé stejnojmenné vesnice v okrese Chomutov. Dochovalo se z ní poškozené tvrziště pod hrází vodní nádrže Újezd.

## Historie
Kyjická tvrz byla manstvím hradu Nového Žeberka. První písemná zmínka o tvrzi je z roku 1383, kdy patřila jakémusi Hákovi. Archeologický průzkum však odkryl stopy staršího sídla ze třináctého století. Vesnice byla v patnáctém století součástí panství Borku, ale existoval v ní také samostatný statek. O století později patřily tehdejší Dlouhé Kyjice k Borku a Okrouhlé Kyjice k Novému Sedlu.

## Stavební podoba
Tvrz stávala asi 600 metrů severovýchodně od centra vesnice na místě, kde později vznikl mlýn zvaný Pila. Tvrziště mělo podobu centrálního pahorku obklopeného soustavou dvou příkopů a valu.